# Villa Cordellina
Villa Cordellina (chiamata anche Cordellina Lombardi) è una villa veneta che sorge a Montecchio Maggiore, pochi chilometri ad ovest di Vicenza.

## Storia

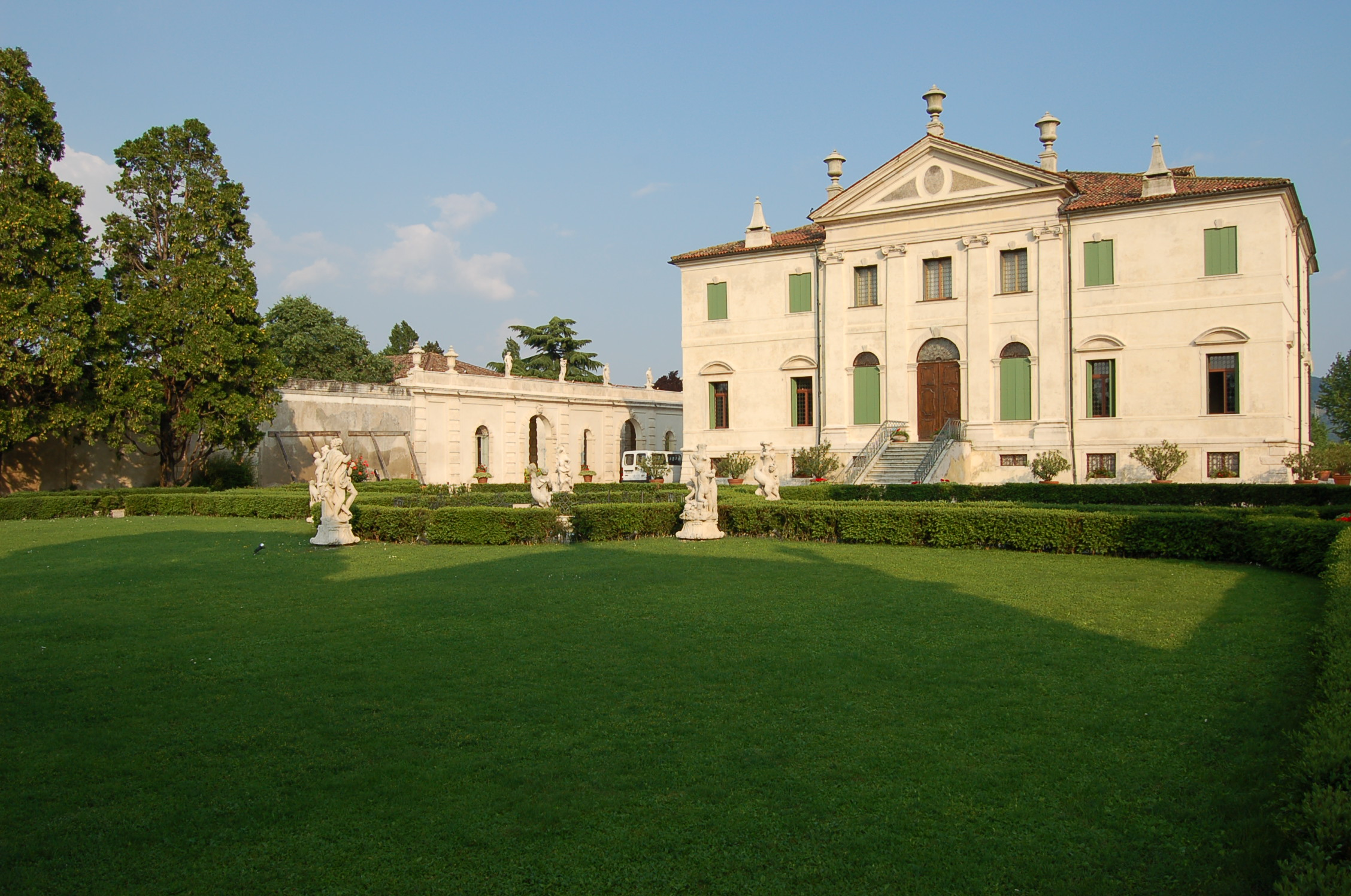
Retro della villa

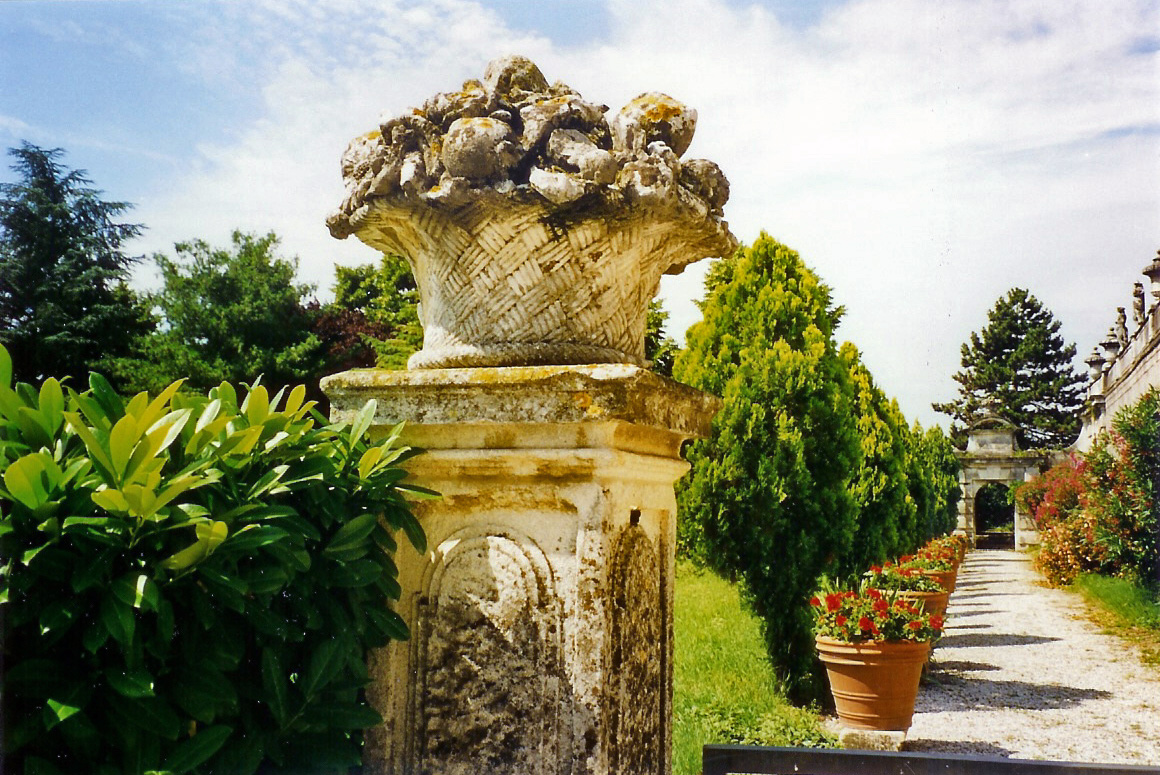
Scorcio del giardino della villa

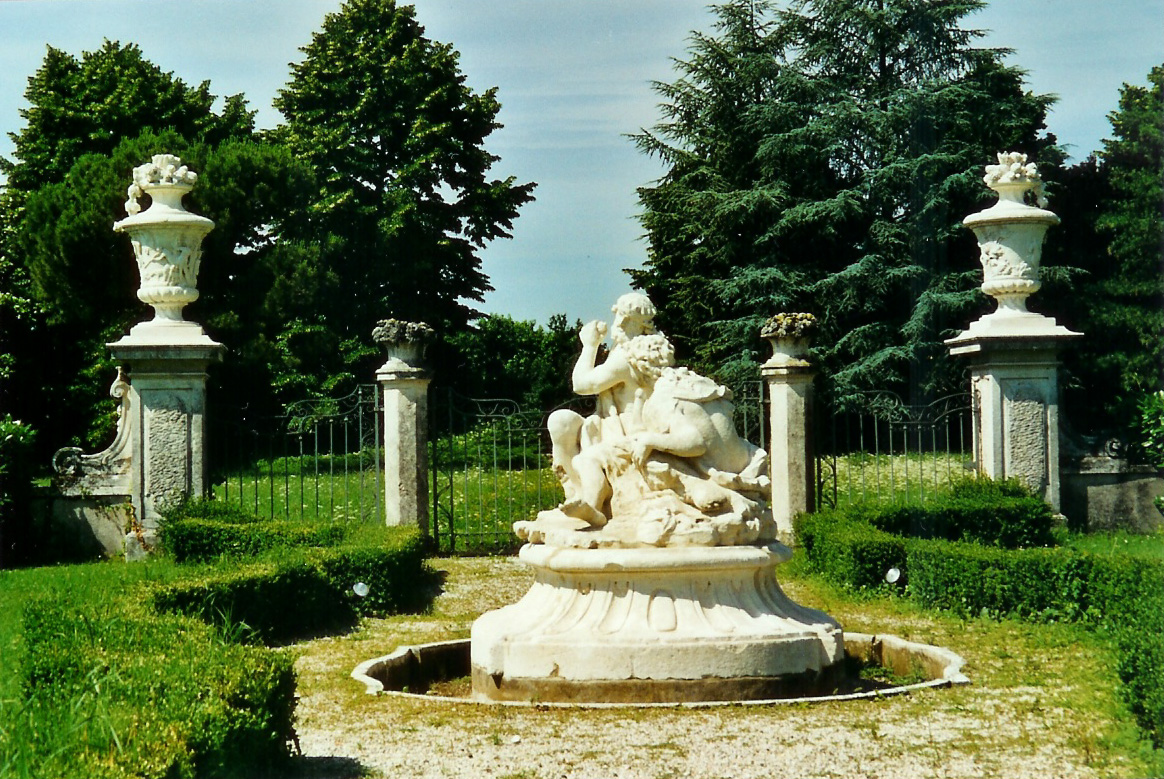
Scorcio del giardino della villa

Eretta per volontà del giureconsulto veneziano Carlo Cordellina Molin (come Palazzo Cordellina a Vicenza), la villa fu progettata dall'architetto veneziano Giorgio Massari, che si ispirò dichiaratamente a moduli palladiani. I lavori di costruzione durarono dal 1735 al 1742, anno in cui il Massari preparò il progetto per le barchesse, portate a termine verso il 1760. Al progetto collaborò anche l'architetto Francesco Muttoni.
Nel 1743 Giambattista Tiepolo era presente ai lavori contribuendo alla decorazione del salone principale della villa con due grandi affreschi ispirati ad episodi di magnanimità e continenza. Le scene raffigurano rispettivamente il generale romano Scipione l'Africano su un alto trono, che, dopo una battaglia, rende al fidanzato la bella moglie, invece di tenerla come schiava e il condottiero macedone Alessandro Magno che viene ignorato dalla regina dei persiani Sisigambi, che si inchina all'amico Efestione, scambiato per lui perché visivamente di aspetto migliore; tuttavia Alessandro non si offende e tratta con rispetto tutta la famiglia di Dario che è stata appena catturata. Sul soffitto è raffigurato il "Trionfo della Virtù e della Nobiltà che sconfiggono l'Ignoranza". Sopra le porte che si aprono ai lati sono raffigurate le personificazioni dei 4 continenti conosciuti: Europa, Asia, Africa e America. Ciò è testimoniato da una lettera che il pittore inviò all'amico Algarotti in cui narra il procedere del suo lavoro.
La villa rimase di proprietà della famiglia Cordellina fino ai primi decenni dell'Ottocento. Dopo essere stata usata anche come sede di allevamenti di bachi da seta e come collegio, nel 1943 il complesso passò al conte Gaetano Marzotto e nel 1954 a Vittorio Lombardi, che promosse un'imponente opera di restauro della residenza e dei giardini annessi. Nel 1966 la vedova Lombardi cedette la proprietà del complesso alla Provincia di Vicenza, attuale proprietaria. Grazie agli incessanti lavoro di recupero e restauro iniziati nel dopoguerra, il sito è stato infine riportato in anni recenti al suo antico splendore, con la ristrutturazione degli immobili e la risistemazione dei giardini.
La villa è attualmente utilizzata come sede di rappresentanza della Provincia di Vicenza, la quale ha continuato l'opera di restauro intervenendo sugli affreschi del Tiepolo. Il complesso della villa è utilizzato per convegni, concerti ed attività culturali.

## Descrizione
Il complesso è formato dalla residenza padronale, dalle barchesse, dalle torrette e dal grandioso rustico.
Nella villa il Massari rende omaggio all'arte di Andrea Palladio con il pronao ionico a quattro colonne (tetrastilo), sormontato dal timpano con lo stemma scolpito dei Cordellina (tre cuori con i fiori di lino) e con la disposizione simmetrica delle stanze e delle due scale accanto al salone centrale.